# Creissels
Creissels là một xã ở tỉnh Aveyron, thuộc vùng Occitanie ở miền nam nước Pháp.